# 춘천송암스포츠타운
춘천송암스포츠타운(春川松岩스포츠타운, Chuncheon Songam Sports Town)은 대한민국 강원특별자치도 춘천시에 있는 스포츠 시설이다.
온의동 공지천 근처에 있었다가 2008년 12월에 철거된 춘천종합운동장의 기능을 대체하기 위해 송암동 스포츠타운 내에 설치한 다목적 경기장이지만, 대중교통편이 적어서 접근성이 다소 떨어진다. 준공되기 전에 체육시설 관리 단체가 사전 입주해 사용하여 논란이 되기도 하였다.

## 시설

### 주경기장
춘천송암스포츠타운 주경기장이라는 명칭으로 불리는 축구와 육상 경기가 가능한 다목적 경기장으로, 현재 K리그1 강원 FC와 K3리그 어드밴스 춘천시민축구단의 홈 구장으로 사용하고 있다. 20,000석의 좌석이 있으며, 최대 수용 인원은 25,000명이다.

### 기타
그 외에 보조경기장, 테니스장, 국궁장, 족궁장, 의암야구장, 족구장, 빙상장(실내, 실외) 등이 있다.

## 갤러리

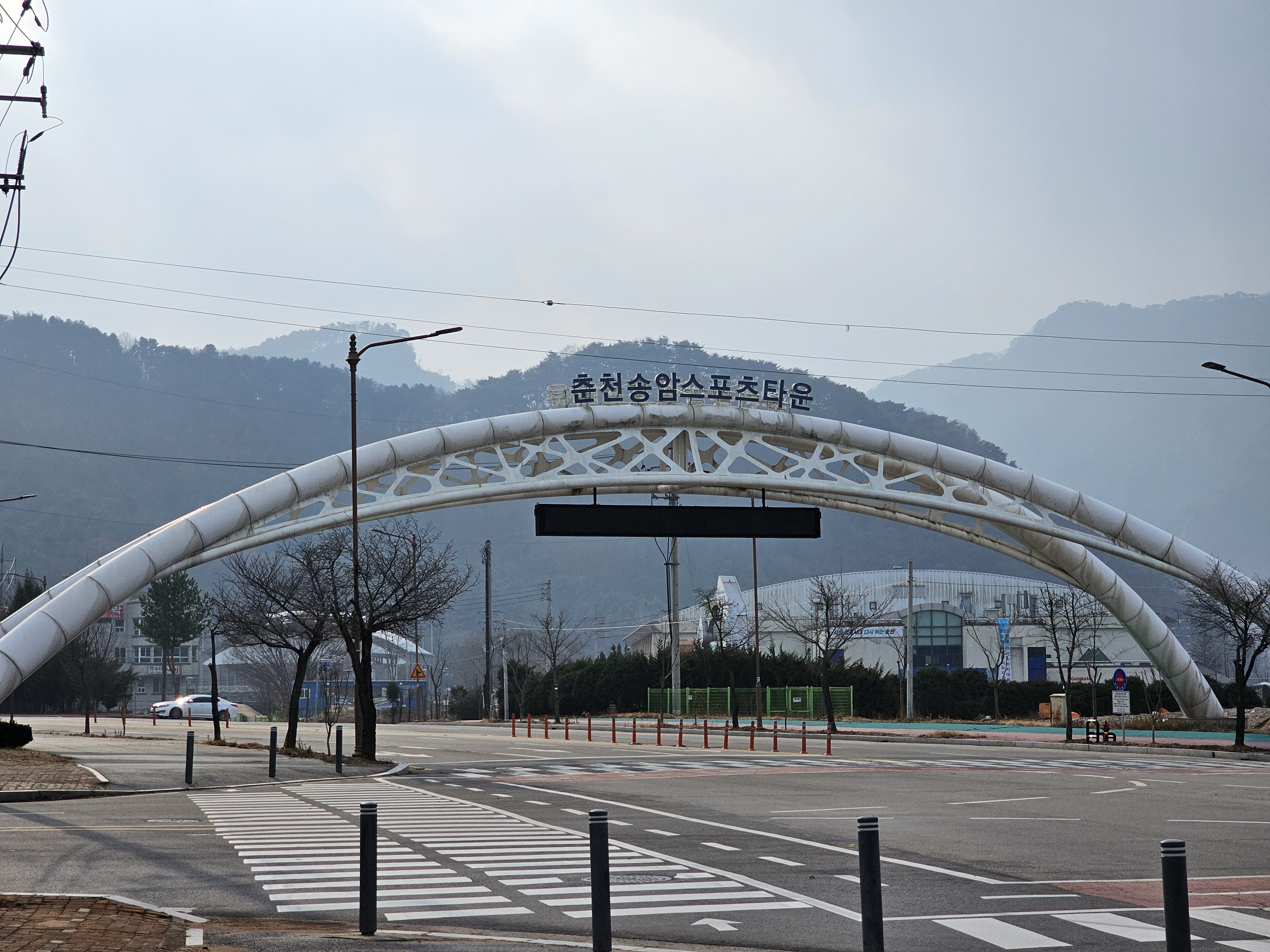
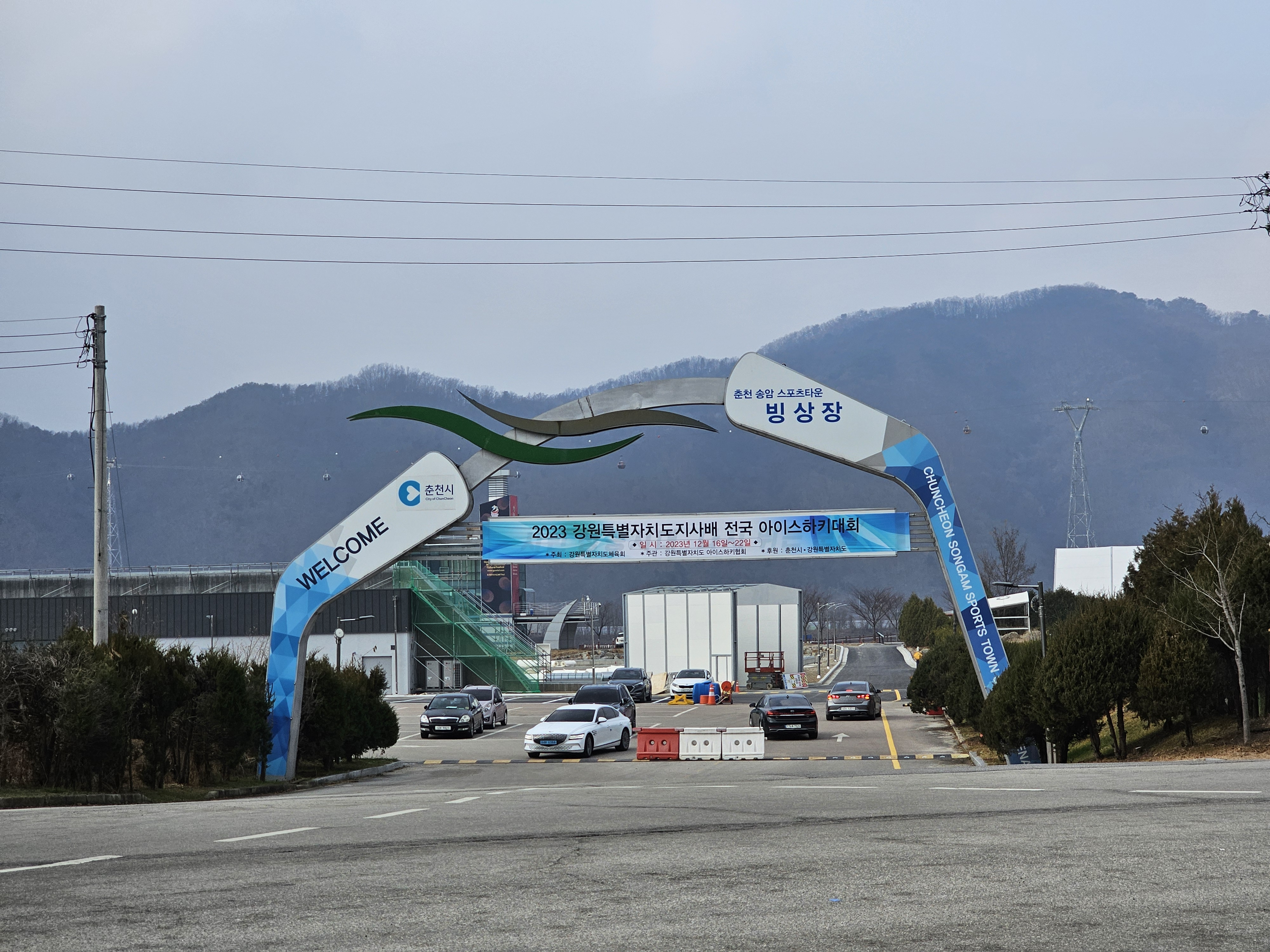
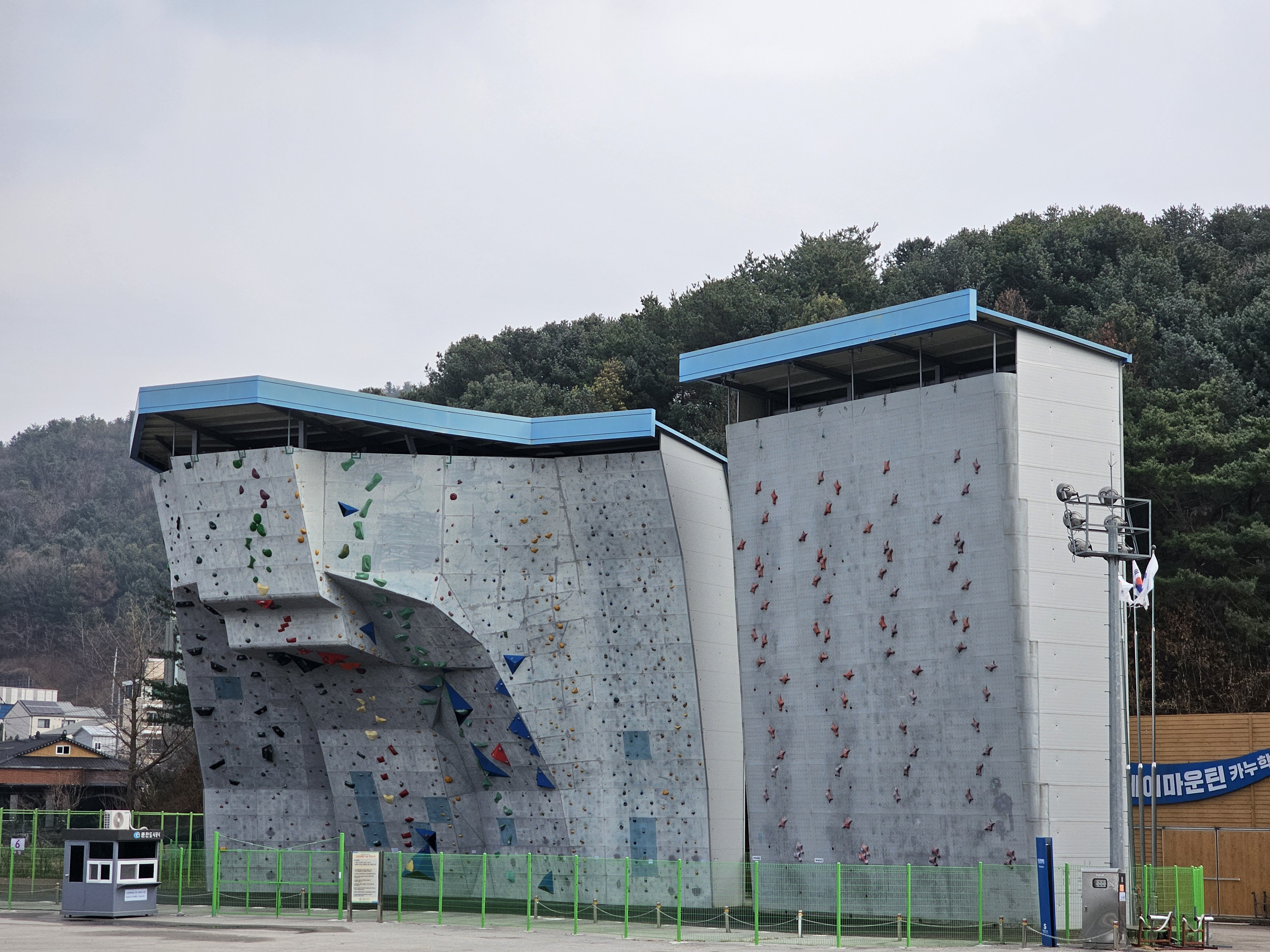
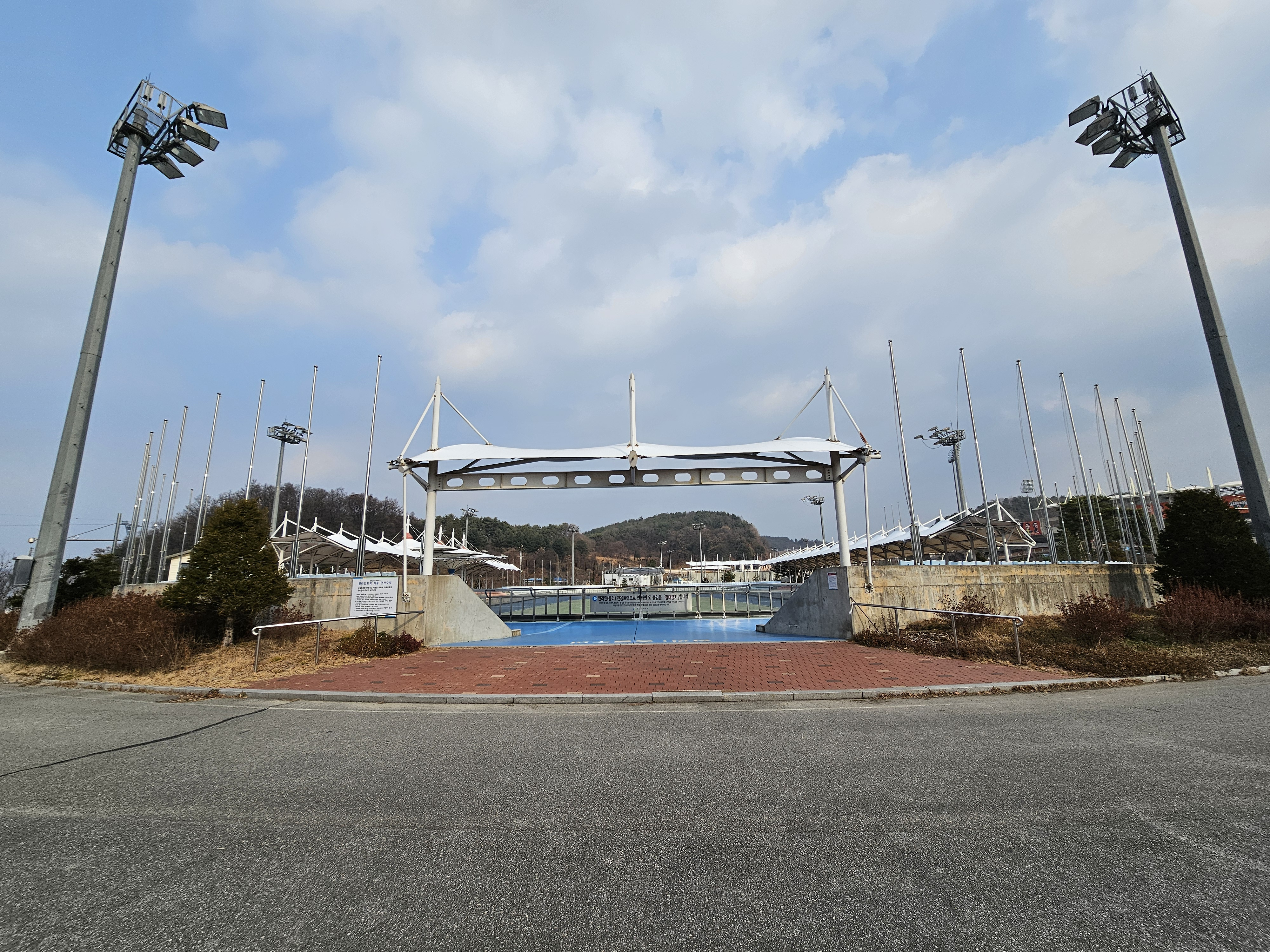
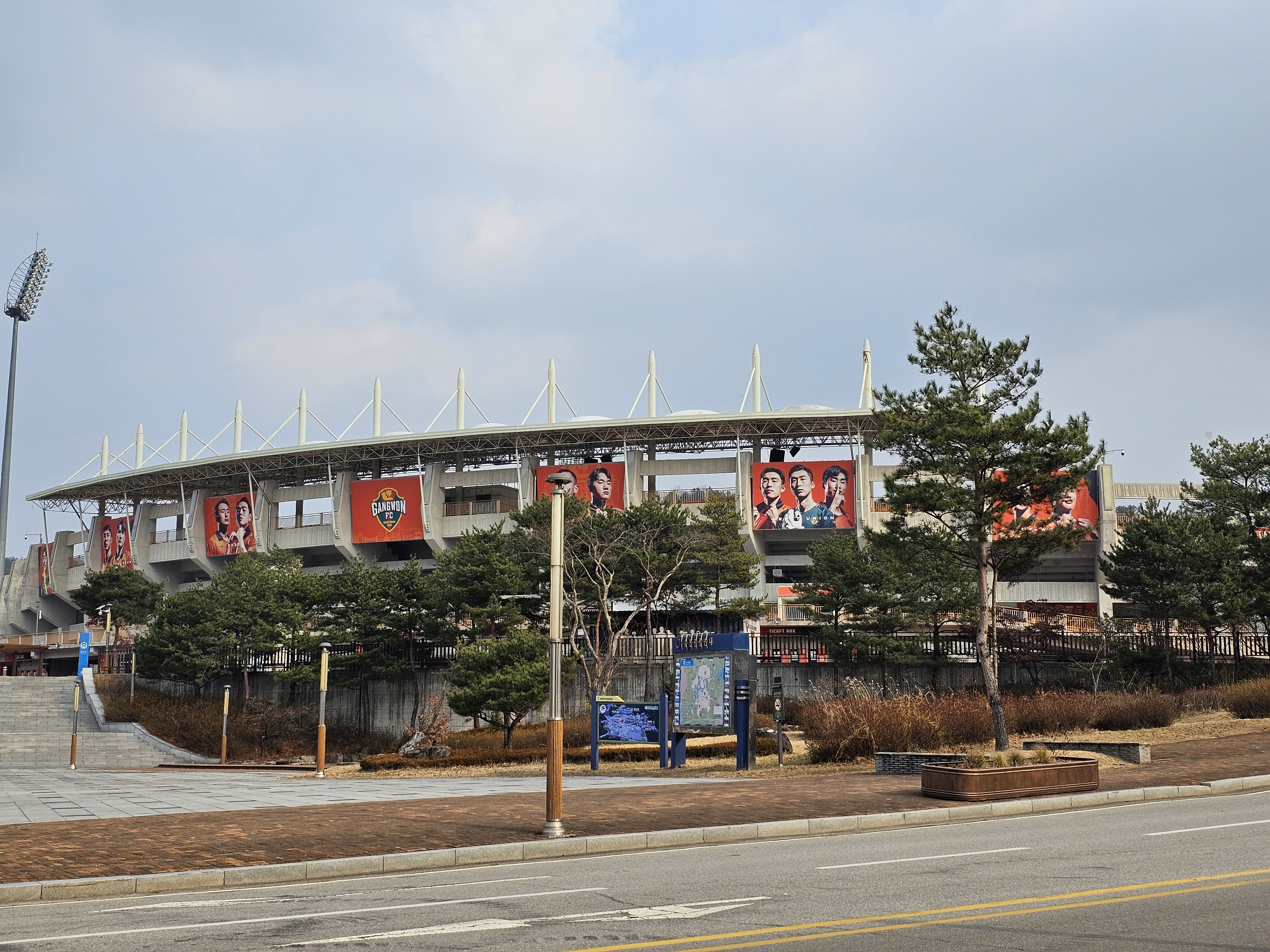
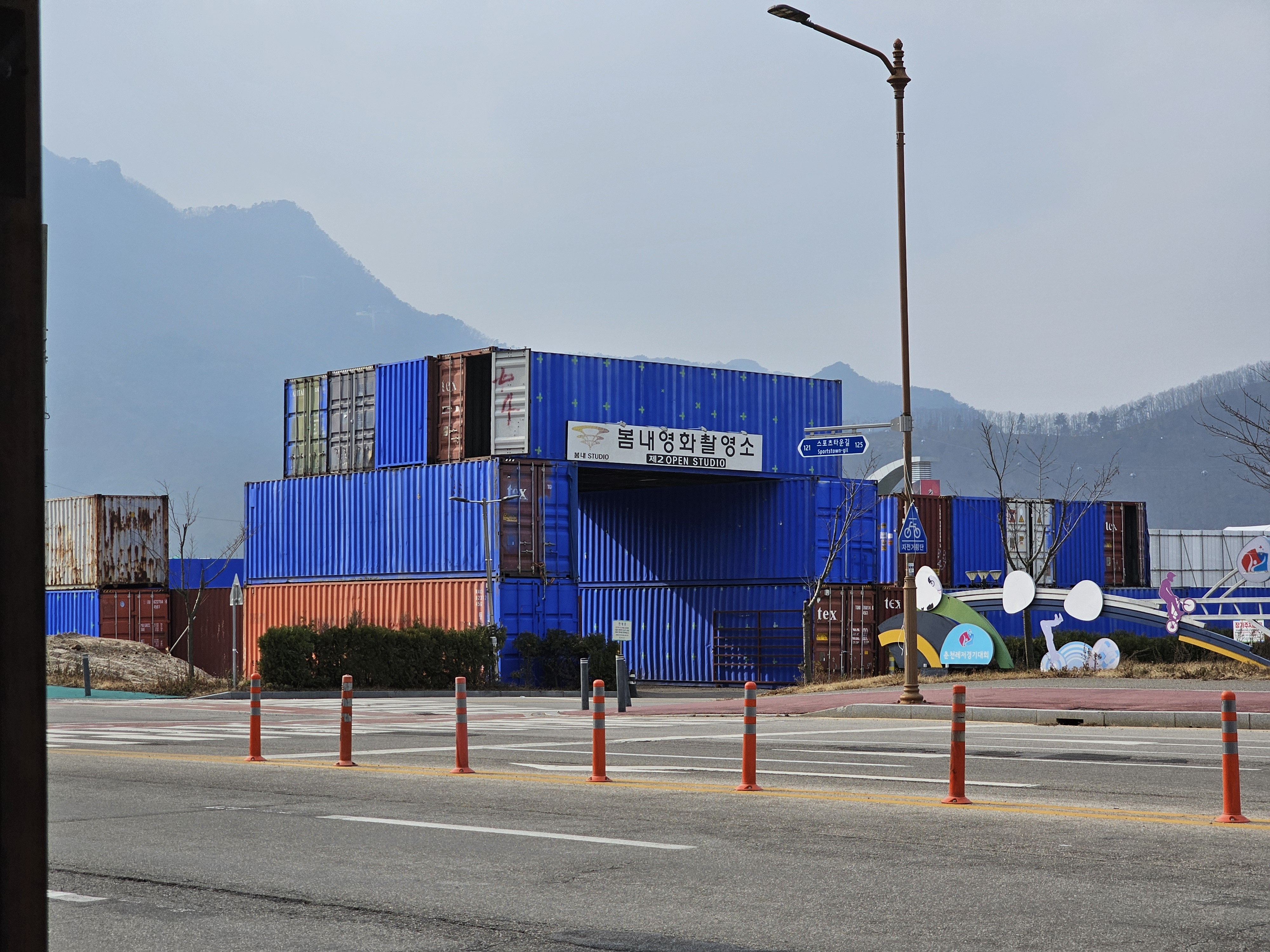
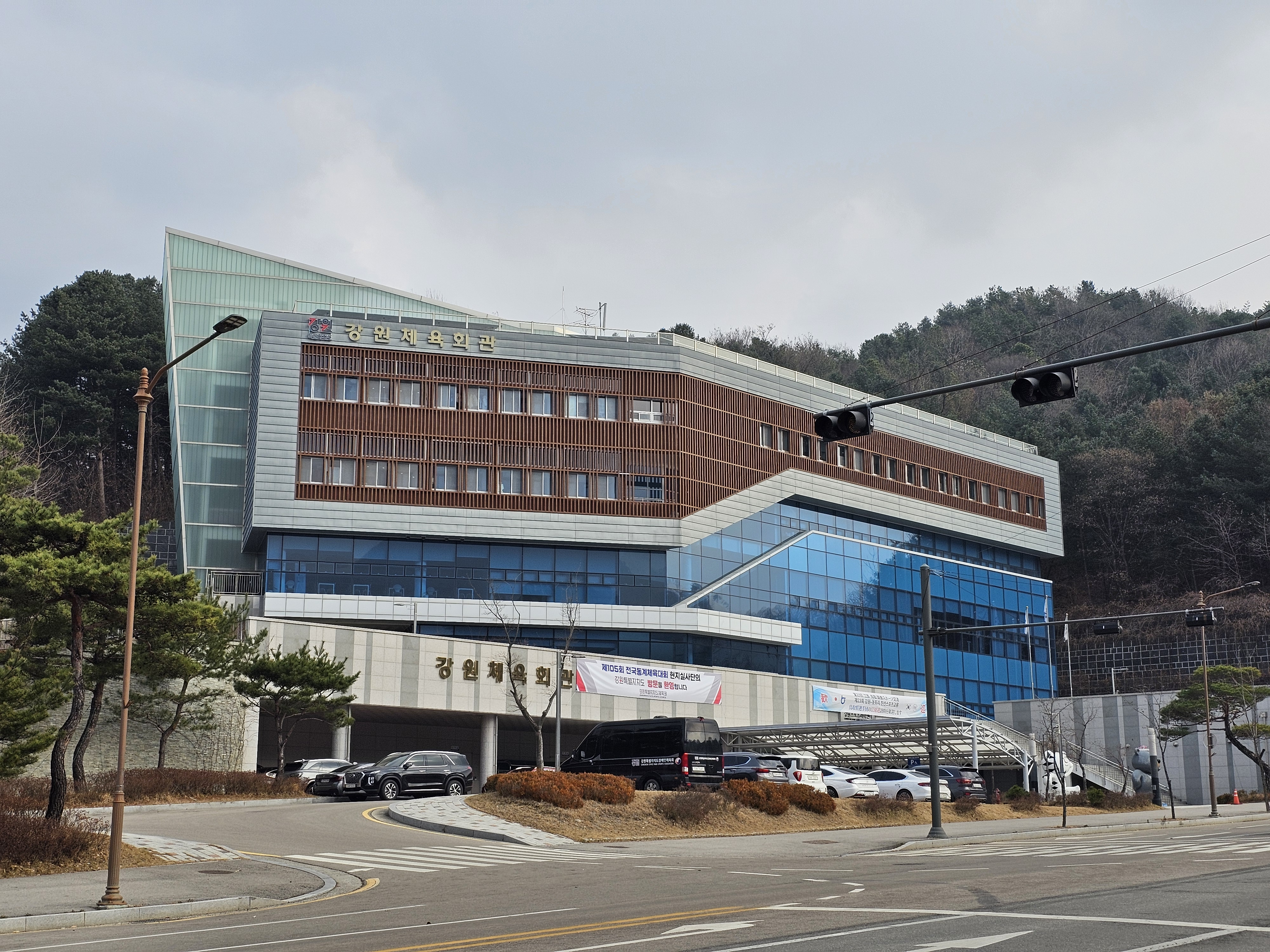

## 시설
- 주경기장
- 보조경기장
- 테니스장
- 국궁장
- 족구장
- 의암야구장
- 빙상장 (실내, 실외)
- 클라이밍장
- 카트장
- X-게임파크

## 참고 문헌
- 《전국 공공체육 시설 현황 (2017년말 기준)》. 대한민국 문화체육관광부. 2019.
- 《2019년 전국 공공체육시설 현황 (2018년말 기준)》. 대한민국 문화체육관광부. 2020.
- 《2023 전국 공공체육시설 현황 (2022년 12월말 기준)》. 대한민국 문화체육관광부. 2024.

## 같이 보기
- 춘천송암스포츠타운 보조경기장
- 의암야구장
- 춘천종합운동장